# Sombrero de copa (película)
Sombrero de copa (Top Hat) es una película de comedia musical estadounidense de 1935 dirigida por Mark Sandrich, con música y letra de Irving Berlin y con Fred Astaire y Ginger Rogers en los papeles principales. Tanto este largometraje como Swing Time (1936) son de las películas más populares y reconocidas del dúo de baile Astaire-Rogers, además de considerados como dos de los mejores musicales de los años 1930 junto a La calle 42 (1933) y Show Boat (1936).
La película fue dirigida por Mark Sandrich y el guion correspondió a Allan Scott y Dwight Taylor, con canciones de Irving Berlin. Top Hat, White Tie and Tails y “Cheek to Cheek” se han convertido en clásicos. En particular «Cheek to Cheek»- ha sido interpretada en muchas películas, como La rosa púrpura de El Cairo (1985), La milla verde (1999) y The Boss Baby (2017). 
En 1990, la película fue considerada «cultural, histórica y estéticamente significativa» por la Biblioteca del Congreso de Estados Unidos y seleccionada para su preservación en el National Film Registry.   

## Argumento
Un bailarín americano, Jerry Travers, llega a Londres para protagonizar un espectáculo producido por Horace Hardwick. Mientras practica un número de claqué en su habitación del hotel, despierta a Dale Tremont que se hospeda en el piso de abajo. Ella se queja y Jerry se enamora perdidamente de ella.
Dale confunde a Jerry con Horace, que está casado con su amiga Madge. Tras el éxito del estreno del espectáculo, Jerry sigue a Dale a Venecia, donde ella  ha acudido a visitar a Madge y donde promociona los vestidos creados por Alberto Beddini, un dandi diseñador de moda italiano.
Jerry le propone matrimonio a Dale, quien, aunque sigue creyendo que Jerry es Horace, se indigna de que el marido de su amiga pueda comportarse de esa manera y acepta casarse con Alberto. Afortunadamente, Bates, el entrometido ayuda de cámara inglés de Horace, se disfraza de cura y dirige la ceremonia; Horace había enviado a Bates para que vigilara a Dale.
En un viaje en góndola, Jerry consigue convencer a Dale y regresan al hotel, donde se aclara la confusión anterior. La reconciliada pareja baila hacia el atardecer veneciano, al son de «The Piccolino».Billman, Larry (1997). Fred Astaire – A Bio-bibliography. Connecticut: Greenwood Press. ISBN 0-313-29010-5.

## Reparto
- Fred Astaire... Jerry Travers
- Ginger Rogers... Dale Tremont
- Edward Everett Horton... Horace Hardwick
- Erik Rhodes... Alberto Beddini
- Helen Broderick... Madge Hardwick
- Eric Blore... Bates
- Lucille Ball... Encargada de la tienda de flores
- Gino Corrado... Gerente del hotel
- Leonard Mudie... Vendedor de flores
- Dennis O'Keefe... Pasajero del elevador/ Bailarín
- Tom Ricketts (sin acreditar)... Mesero nervioso